# Commanderie hongroise de Saint-Jean
La commanderie hongroise de Saint-Jean (en hongrois Johannita Rend magyar tagozata) est une association hongroise à but non lucratif qui se réclame de l'ordre historique de Saint-Jean de Jérusalem. Son origine tient à l'introduction du protestantisme dans l'Ordre catholique.
La commanderie hongroise de Saint-Jean adhère à l'Alliance des ordres de Saint-Jean.